# Medizinische Rehabilitation
Die medizinische Rehabilitation stellt neben der beruflichen und der sozialen eine weitere Form der Rehabilitation dar.

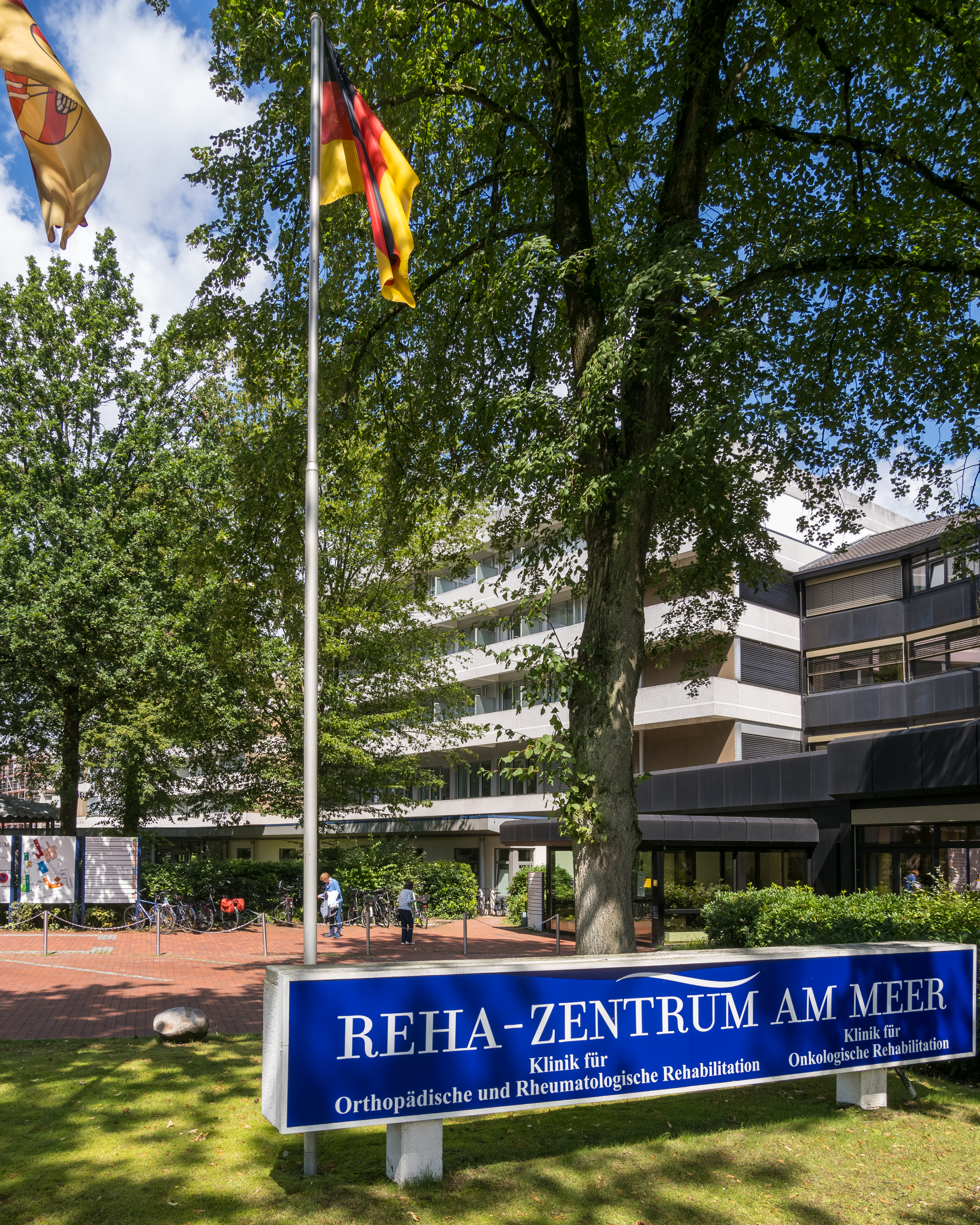
Reha-Zentrum am Meer in Bad Zwischenahn

Leistungen zur medizinischen Rehabilitation umfassen insbesondere die Behandlung durch Ärzte, Zahnärzte und Angehörige anderer Heilberufe (§ 42 SGB IX), wenn über die kurative Versorgung hinaus der mehrdimensionale und interdisziplinäre Ansatz der medizinischen Rehabilitation erforderlich ist. Dazu gehört auch die Belastungserprobung.
Auch in der Veterinärmedizin werden Rehabilitationsverfahren angewendet.

## Rehabilitationsformen
Die medizinische Rehabilitation versucht, einen die Erwerbsfähigkeit bedrohenden physischen oder psychischen Gesundheitsschaden mit medizinischen Maßnahmen zu mildern mit dem Ziel, eine Erwerbsminderungsrente abzuwenden oder den Eintritt von Pflegebedürftigkeit zu verzögern. Im Rahmen von Leistungen der gesetzlichen Unfallversicherung dient sie auch dazu, durch Berufstätigkeit entstandene Schäden (anerkannte Arbeitsunfälle, Berufskrankheiten) zu therapieren. Spezielle Formen medizinischer Rehabilitation gibt es auch für Menschen, die noch nicht im Erwerbsleben stehen (z. B. Kinder, Jugendliche), als Mutter-/Vater-Kind-Maßnahmen oder als Maßnahmen für Mütter.

### Anschlussrehabilitation
Eine besondere Form der Medizinischen Rehabilitation ist die so genannte Anschlussrehabilitation (AHB) direkt nach einem Krankenhaus-Aufenthalt. Sehr oft werden Anschlussrehabilitationen nach Operationen verordnet, damit die Wiederherstellung der Arbeitsfähigkeit erleichtert bzw. der Eintritt von Pflegebedürftigkeit verzögert/vermieden wird.
Es ist dabei üblich, dass die Leistungsträger – so auch die Beihilfe für Beamte – verlangen, die AHB innerhalb von zwei Wochen nach Entlassung aus dem Krankenhaus zu beginnen. Da die Krankenversicherungen auf der anderen Seite voraussetzen, dass die Heilmaßnahme schriftlich genehmigt werden muss, um finanziert zu werden, erweist sich dieser Zeitraum oft als sehr eng.
Voraussetzung für eine AHB ist die Verordnung des behandelnden Arztes im vorher besuchten Krankenhaus. Dessen ausführliche schriftliche Begründung ist dem Antrag an den Leistungsträger bzw. die Beihilfestelle beizufügen. Viele Krankenhäuser verfügen über Sozialarbeiter, die für diese organisatorische Abwicklung der Beantragung und Genehmigung der AHB zuständig sind. Der Patient selbst oder Angehörige können sich ebenfalls mit dem Ziel, eine AHB zu bekommen, an den Sozialarbeiter wenden.
Medizinische Rehabilitationsmaßnahmen finden verbreitet in Reha-Kliniken (früher: Kurkliniken) oder ambulanten Rehaeinrichtungen statt.

### Stufenweise Wiedereingliederung
Die Leistungsgruppe der medizinischen Rehabilitation nach  § 5 Nr. 1 SGB IX umfasst aber nicht nur die exemplarisch aufgezählten Leistungen, Behandlungen und Maßnahmen in  § 42 Abs. 2 SGB IX („insbesondere“), sondern seit SGB IX 2001 laut ständiger BSG-Rechtsprechung. auch die stufenweise Wiedereingliederung als „Hauptleistung“ medizinischer Rehabilitation  für alle in § 6 Abs. 1 SGB IX gelisteten Rehaträger (mit Ausnahme der dort in Nr. 2 genannten Bundesagentur für Arbeit). Dem folgend z. B. LSG Mecklenburg-Vorpommern, Urteil vom 28. Mai 2020 – L 6 KR 100/15. Eine stufenweise Wiedereingliederung, umgangssprachlich zuweilen auch als „Hamburger Modell“ bezeichnet, setzt weder ambulante noch teilstationäre oder stationäre Behandlung in einer medizinischen Einrichtung eines Rehaträgers zwingend voraus, entgegen einer verbreiteten  Fehlansicht mancher Rehabilitationsträger und einzelner Instanzengerichte. Dazu folgende häufig überlesene Rechtssätze mehrerer Senate des BSG auszugsweise im Wortlaut zur  Leistungsgruppe der StW nach § 5 Nr. 1 SGB IX:
```
BSG, 21. März 2007 – B 11a AL 31/06 R, „
Maßnahme
 der medizinischen Rehabilitation“
BSG, 29. Januar 2008 – B 5a/5 R 26/07 R, „
Katalog
 der medizinischen Reha-Leistungen“
BSG, 20. Oktober 2009 – B 5 R 44/08 R,  „
Leistung
 der medizinischen Rehabilitation“
```

### Mobile Rehabilitation
Eine weitere Form ist die mobile Rehabilitation. Diese ist sinnvoll für  Patienten, die aus unterschiedlichen Gründen für eine stationäre oder ambulante Rehabilitationsmaßnahme nicht geeignet sind. Die mobile Rehabilitation ist aber, obwohl bereits im Jahr 2015 durch das GKV-Versorgungsstärkungsgesetz eingeführt, noch immer nicht flächendeckend verfügbar.

## Gesetzliche Grundlagen
Gesetzliche Grundlage für die Rehabilitation sind folgende Bücher des Sozialgesetzbuches (SGB):
- SGB III für die Bundesagentur für Arbeit, auch zuständig für SGB II und SGB IX
- SGB V für die gesetzliche Krankenversicherung,
- SGB VI für die Rentenversicherung,
- SGB VII für die Unfallversicherung,
- SGB VIII für die Jugendhilfe,
- SGB IX Rehabilitation und Teilhabe von Menschen mit Behinderungen,
- SGB IX (Teil 2) für die Eingliederungshilfe,
- BVG für die Versorgungsverwaltung.

Es gibt in Deutschland sieben Arten von Rehabilitationsträgern (Leistungsträgern), nämlich die
- Bundesagentur für Arbeit,
- gesetzliche Rentenversicherung DRV,
- gesetzlichen Krankenkassen,
- gesetzliche Unfallversicherung (GUV),
- Träger der Kriegsopferversorgung und Kriegsopferfürsorge,
- Träger der öffentlichen Kinder- und Jugendhilfe
- Träger der Eingliederungshilfe.

Ein Anspruch auf stationäre Leistungen zur medizinischen Rehabilitation nach § 40 SGB V in Verbindung mit § 39 SGB I besteht dann, wenn Leistungen der ärztlichen Behandlung oder ambulante Rehabilitationsmaßnahmen nicht ausreichen, um eine Krankheit zu erkennen, zu heilen, ihre Verschlimmerung zu verhüten oder Krankheitsbeschwerden zu lindern. Durch das GKV-WSG wurde ab 1. April 2007 gemäß § 40 Abs. 2 SGB V aus einer Ermessens- eine Pflichtleistung der gesetzlichen Krankenkassen.
Nach § 40 SGB V Abs. 3 Satz 4 können stationäre Leistungen nicht vor Ablauf von vier Jahren nach Durchführung solcher oder ähnlicher Leistungen erbracht werden, deren Kosten aufgrund öffentlich-rechtlicher Vorschriften getragen oder bezuschusst worden sind, es sei denn, eine vorzeitige Leistung ist aus medizinischen Gründen dringend erforderlich.
Eine weitere Voraussetzung ist, dass die stationäre Leistung zur Rehabilitation einen Behandlungserfolg erwarten lässt.
Insoweit müssen vorab Rehabilitationsbedarf, Rehabilitationsziel und Rehabilitationspotenzial gegeben sein, die vom Leistungsträger (gesetzliche Rentenversicherung, Krankenkasse bzw. in deren Auftrag der Medizinische Dienst der Krankenkassen) bewertet werden.
Eine übersichtliche Darstellung der verschiedenen Wege zur Medizinischen Rehabilitation bei der gesetzlichen Kranken- oder Rentenversicherung findet sich auf der Internetseite des Arbeitskreises Gesundheit e. V.

## Der Rehabilitationsantrag
Um eine Rehabilitation zu beantragen, erhält der Patient einen Antragsvordruck vom jeweiligen Rehabilitationsträger (Leistungsträger) – oftmals ist ein Antragsvordruck auch online zu erhalten (er kann jedoch online nicht vollständig gestellt werden, da der zugehörige ärztliche Befundbericht noch nicht digital unterschrieben werden kann). Jeder Patient hat nach § 8 SGB IX das Recht, einen „berechtigten Wunsch“ bzgl. der Rehabilitationseinrichtung, in der er gerne behandelt werden möchte, zu äußern, der nicht ohne rechtlichen Grund abgelehnt werden kann. Für den Bereich der Krankenversicherung heißt es z. B. in den §§ 23 und 40 SGB V, dass die Krankenkasse nach den medizinischen Erfordernissen des Einzelfalls Art, Dauer, Umfang, Beginn und Durchführung der Leistungen sowie die Rehabilitationseinrichtung nach pflichtgemäßem Ermessen bestimmt. Der Antragsteller sollte zumindest darauf achten, dass die Klinik seiner Wahl von unabhängiger Stelle zertifiziert und diese Zertifizierung von der Bundesarbeitsgemeinschaft für Rehabilitation (BAR) anerkannt wurde. Damit soll gewährleistet werden, dass nach hohen, regelmäßig überprüften Qualitätsstandards therapiert wird. Im Zweifelsfalle sollte er sich im Vorfeld immer vom zuständigen Rehabilitationsträger (z. B. der Krankenkasse oder der Rentenversicherung) beraten lassen.

### Zuständigkeit der Leistungsträger
In den meisten Fällen sind die Gesetzliche Rentenversicherung, die Gesetzliche Krankenversicherung, die gesetzliche Unfallversicherung, die Versorgungsverwaltung, die Träger der öffentlichen Jugendhilfe oder die Träger der Eingliederungshilfe (§ 6) die zuständigen Leistungsträger der medizinischen Rehabilitation. Nach Antragseingang klären die Leistungsträger untereinander die Zuständigkeit ab. Ist der zuerst angesprochene Leistungsträger nicht zuständig, leitet dieser den Antrag innerhalb einer Frist von 14 Tagen an den Zuständigen weiter (§ 14 SGB IX). Leitet er nicht weiter, ist er kraft Gesetzes zuständig. Für Beamte übernimmt die Beihilfe anteilig Kosten für eine medizinische Rehabilitation; dies geschieht außerhalb des SGB IX. Weitere Leistungsträger können die Privaten Krankenversicherungen oder private Unfallversicherungen sein.
Für Personen im arbeitsfähigen Alter ist zahlenmäßig am häufigsten ein Träger der gesetzlichen Rentenversicherung zuständig. Die Zuständigkeit eines Rentenversicherungsträgers ist gegeben, sobald der Versicherte, um dessen Leistungsfähigkeit es geht, die Wartezeit von 15 Jahren erfüllt hat oder er in den letzten zwei Jahren sechs Kalendermonate Pflichtbeiträge erbracht hat oder bereits eine Rente wegen verminderter Erwerbsfähigkeit bezieht (§ 11 SGB VI- weitere alternative Voraussetzungen sind möglich; sog. versicherungsrechtliche Voraussetzungen). Leistungen zur medizinischen Rehabilitation können nach § 9 SGB VI gewährt werden, wenn die Erwerbsfähigkeit des Versicherten, um den es geht, wegen Krankheit oder körperlicher, geistiger oder seelischer Behinderung erheblich gefährdet oder gemindert ist und bei ihm voraussichtlich bei erheblicher Gefährdung der Erwerbsfähigkeit eine Minderung der Erwerbsfähigkeit durch die Leistungen abgewendet werden kann oder bei geminderter Erwerbsfähigkeit diese durch die Leistungen wesentlich gebessert oder wiederhergestellt oder deren wesentliche Verschlechterung abgewendet werden kann (§ 10 Abs. 1 SGB VI; sog. persönliche Voraussetzungen). Das Ermessen des Rentenversicherungsträgers kann dabei bei Erfüllung der versicherungsrechtlichen und persönlichen Voraussetzungen so weit reduziert sein, dass eine Leistung zur medizinischen Rehabilitation zu erbringen ist.
Leistungen zur medizinischen Rehabilitation werden vom Rentenversicherungsträger nicht vor Ablauf von vier Jahren nach Durchführung solcher oder ähnlicher Leistungen zur Rehabilitation erbracht, deren Kosten aufgrund öffentlich-rechtlicher Vorschriften getragen oder bezuschusst worden sind. Dies gilt nicht, wenn vorzeitige Leistungen aus gesundheitlichen Gründen dringend erforderlich sind (§ 12 Abs. 2 SGB VI).

#### Rentenversicherung
Die Gesetzliche Rentenversicherung ist in der Regel zuständig, wenn durch eine Rehabilitation Einschränkungen der Erwerbsfähigkeit abgewendet werden können (z. B. Vermeidung von Frühverrentung). Dies gilt auch für Arbeitnehmer in der Passivphase (= Freistellungsphase) der Altersteilzeit. Es gilt der Grundsatz: „Reha vor Rente“. Für z. B. Erwerbstätige, Arbeitssuchende oder Bezieher einer Rente wegen Erwerbsminderung ist die Gesetzliche Rentenversicherung der richtige Ansprechpartner. Möglich ist auch, dass Versicherte, die arbeitsunfähig erkrankt sind und deren Erwerbsfähigkeit nach ärztlichem Gutachten erheblich gefährdet oder gemindert ist, über die Krankenkasse aufgefordert werden, eine medizinische Rehabilitation zu beantragen. Im Eil-Verfahren werden so auch kurzfristig Heilverfahren von der Gesetzlichen Rentenversicherung genehmigt, so dass der Anspruch auf z. B. Krankengeld vorerst gesichert bleibt. Im Anschluss an eine stationäre oder ganztägig ambulante Leistung zur medizinischen Rehabilitation kann eine Rehabilitationsnachsorge in Betracht kommen. Seit 2017 gibt es die Möglichkeit einer Tele-Reha-Nachsorge. Leistungserbringer sind hierbei Reha-Einrichtungen: „Rehabilitationseinrichtungen können dabei mit externen Anbietern zusammenarbeiten.“

#### Krankenversicherung
Die Gesetzliche Krankenversicherung finanziert Rehabilitationsleistungen, um Behinderung oder Pflegebedürftigkeit abzuwenden, zu beseitigen, zu mindern, auszugleichen oder ihre Verschlimmerung zu verhüten (§ 11 Abs. 2 SGB V). Hier gilt das Schlagwort: „Reha vor Pflege“. Die gesetzliche Krankenversicherung erbringt Leistungen zur medizinischen Rehabilitation, sowie unterhaltssichernde und andere ergänzende Leistungen (§§ 5 und 6 SGB IX). Sie ist oftmals Ansprechpartner, wenn kein anderer Leistungsträger vorrangig zuständig ist oder wenn Vorsorgeleistungen notwendig sind, z. B. um einer drohenden Behinderung oder Pflegebedürftigkeit vorzubeugen. Die Gesetzliche Krankenversicherung ist vor allem für Kinder und Jugendliche, nicht berufstätige Erwachsene und Rentner der zuständige Leistungsträger. Die Krankenkasse entscheidet über den Antrag unter Inanspruchnahme des Medizinischen Dienstes der Krankenversicherung. Maßgebliche Kriterien für die Entscheidung sind die Rehabilitations-Richtlinien des Gemeinsamen Bundesausschusses der Ärzte und Krankenkassen und die Begutachtungs-Richtlinie „Vorsorge und Rehabilitation“.
Darüber hinaus können die Gesetzliche Unfallversicherung, die Kriegsopferfürsorge, die Kinder- und Jugendhilfe oder die Eingliederungshilfe Leistungsträger sein. Ohne Leistungszuordnung enthält auch das Pflegeversicherungsgesetz den Grundsatz: Rehabilitation geht vor Pflege.
Siehe auch: Ärztlicher Verordnungsschein

### Bescheid
Nach sozialmedizinischer Begutachtung und versicherungsrechtlicher Prüfung des Antrages erhält der zu Behandelnde einen Bescheid des Leistungsträgers und hat die Möglichkeit gegen die Entscheidung Widerspruch einzulegen. Art, Dauer, Umfang, Beginn und Durchführung der Rehabilitation bestimmt der Leistungsträger. Grundsätzlich haben aus Kostengründen ambulante und teilstationäre Leistungen Vorrang vor stationärer Rehabilitation. Eine methodische Rehabilitation läuft in der Regel drei Wochen, wenn erforderlich auch länger. Die daraus entstehenden Fehlzeiten gelten als arbeitsunfähig erkrankt.

### Zuzahlungen
Für stationäre und ambulante medizinische Rehabilitation werden die Kosten vom Leistungsträger getragen. Bei stationärer Rehabilitation sowie ambulanter Rehabilitation auf Kosten der Krankenkasse muss der zu Behandelnde eine Zuzahlung in Höhe von 10 Euro pro Tag leisten, die bei Anschlussheilbehandlungen der Gesetzlichen Rentenversicherung auf höchstens 42 Tage begrenzt ist. Jedoch gibt es Möglichkeiten, sich teilweise oder vollständig davon befreien zu lassen, z. B. bei einem geringen Einkommen.
Darüber hinaus werden Zuzahlungen aufgrund eines vorangegangenen Krankenhausaufenthaltes im selben Kalenderjahr angerechnet. Bei ambulanter Rehabilitation werden keine Zuzahlungen fällig, es sei denn, Leistungsträger ist die Krankenkasse (§ 40 Abs. 5 SGB V). Kinder bis einschließlich 18 Jahre sind grundsätzlich zuzahlungsbefreit. Wird während einer stationären Rehabilitation durch die gesetzliche Rentenversicherung Übergangsgeld gezahlt, so entfällt die Zuzahlungspflicht für die Dauer der Übergangsgeldzahlung.

## Kosten, Personalaufwendungen, Wirtschaftlichkeit
Die DRV-Bund (Deutsche Rentenversicherung Bund, früher BfA) beschäftigt laut „kompetenten eigenen“ Aussagen auf einer Reha-Tagung in Berlin im Mai 2006 ca. 6000 Mitarbeiter nur im Bereich Rehabilitation. In ganz Deutschland arbeiteten im Jahr 2012 119.312 Menschen in Vorsorge- und Rehabilitationseinrichtungen, davon 90 582 Vollzeitkräfte.
Die Ausgaben für Rehabilitation beliefen sich für die Rentenversicherung im Jahr 2008 auf 2,1 % der Gesamtausgaben. Der Aufwand für Erwerbsminderungsrenten betrug für den gleichen Zeitraum 5,9 %.
Wissenschaftliche Untersuchungen zeigen, dass sich eine durchschnittliche medizinische Rehabilitationsmaßnahme durch Hinausschieben des Bezugs einer Erwerbsminderungsrente um nur vier Monate amortisiert. Die DRV-Bund nennt in ihrem Reha-Jahresbericht 2013 vergleichbare Zahlen.
Durch die Prognos-Studie Die medizinische Rehabilitation Erwerbstätiger – Sicherung von Produktivität und Wachstum von 2009 wird belegt, dass „für jeden in die medizinischen Rehabilitation investierten Euro ... die Gesellschaft schon heute fünf Euro“ zurückgewinnt.
Die Bedeutung der Medizinischen Rehabilitation wird in dieser Studie durch drei verschiedene Szenarien ihrer volkswirtschaftlichen Wirkung dargestellt: 1. gleichbleibende Bedeutung („status quo“), 2. maßvolle Steigerung („realistisch“) und 3. eine „optimistische“ Variante, bei der alle am Reha-Prozess Beteiligten die Entwicklung offensiv vorantreiben. Allein bei den Reha-bedingten zusätzlichen Einnahmen der Gesetzlichen Rentenversicherung würde sich laut Studie im Jahr 2025 der Betrag des dritten Szenarios auf ca. 3.880 Mio. Euro im Gegensatz zu den prognostizierten ca. 950 Mio. Euro aus dem ersten Szenario erhöhen. Selbst beim „realistischen“ Szenarium erhöhen sich die zusätzlichen Einnahmen auf den annähernd vierfachen Wert des Ausgangsjahres (2005).
Zur Untermauerung einer volkswirtschaftlich sinnvollen Stärkung der medizinischen Rehabilitation gibt die Studie folgende Empfehlungen:
| …der Akzeptanz (v. a. an Leistungsträger und -erbringer) | …der Rahmenbedingungen (v. a. an Politik) | …der Vernetzung (zwischen Leistungsträgern, -erbringern und Betroffenen) |
| --- | --- | --- |
| - Nachweis der Wirksamkeit durch kontrollierte Studien erhöhen - Erfolgreiche Modelle in die Routine bringen - Qualitätsentwicklung kommunizieren - Dialog zwischen allen Beteiligten intensivieren | - Beseitigung der zeitlichen Limitierung von Reha-Leistungen - Stärkere Flexibilisierung von Reha-Maßnahmen - Ausbau trägerübergreifender Servicestellen und intersektoraler Komplexleistungen - Gleichstellung der Rehabilitation im Verhältnis zur Krankenbehandlung | - Konsequente Umsetzung des SGB IX - Ausbau des betrieblichen Gesundheitsmanagements - Bedarfsgerechte Anpassung der Reha-Ausgaben - Aufsuchende Rehabilitation intensivieren - Datenlage verbessern |
| nach Prognos Studie 2009 | | |

## Indikationen zur Rehabilitation
Indikationen für die Verordnung einer Rehabilitationsmaßnahme oder einer Anschlussheilbehandlung sind vielfältig. Viele Unfälle oder Erkrankungen können dazu führen, dass der Patient / die Patientin nach der Akutversorgung / Behandlung im Krankenhaus anschließend noch intensive Betreuung braucht. Andererseits berechtigt nicht jede Krankenhausbehandlung zu einer anschließenden AHB. Maßgeblich hierfür ist der AHB-Indikationskatalog des zuständigen Rehabilitationsträgers.
Beispiele für mögliche AHB-Indikationen sind:
- Erkrankungen des Bewegungsapparates (→orthopädische Rehabilitation)
- Herzinfarkt (→kardiologische Rehabilitation)
- Schädel-Hirn-Trauma (→neurologische Rehabilitation)
- Wirbelsäulenverletzungen (→neurologische / sportmedizinische Rehabilitation)
- Polytraumata (komplexe Verletzungen mit der Beteiligung mehrerer Körperteile / Organsysteme)
- Krebserkrankungen (onkologische Rehabilitation)
- Psychische Erkrankungen wie z. B. Schizophrenie (psychiatrische Rehabilitation)
- Psychosomatische Erkrankungen wie z. B. Essstörungen oder somatoforme Störungen (psychosomatische Rehabilitation)
- Hörschädigung (Rehabilitation für Hörgeschädigte)
- Erworbene Störungen des Binokularsehens und der Augenbewegungen, sowie Sehschärfen- und Gesichtsfeldverluste (Rehabilitation von Sehstörungen)
- Sprach- und Schluckstörungen (neurologische Reha)
- Sucht (Drogentherapie)

## Berufsgruppen in der medizinischen Rehabilitation
In einer Rehaklinik arbeiten, abhängig vom Behandlungsauftrag, mehrere Berufsgruppen unter ärztlicher Leitung und auf ärztliche Anordnung, um eine soziale Wiedereingliederung (und möglichst auch Arbeitsfähigkeit) der Patienten wiederherstellen zu können. Dies sind neben Fachärzten, Ärzten und ärztlichen Psychotherapeuten, welche in der Regel eine spezielle Zusatzweiterbildung in Sozialmedizin und Rehawesen absolviert haben, nachgeordnet unter anderem:
- Arbeitspädagogen
- Audiotherapeuten (DSB)
- Ergotherapeuten
- Ernährungsberater und Diätassistenten
- Gesundheits- und Krankenpfleger
- Heilpädagogen
- Logopäden
- Masseure und medizinische Bademeister
- Medizinischer Fachangestellter
- Motopäden/Mototherapeuten
- Orthopädietechniker
- Orthoptisten
- Physiotherapeuten
- Psychologen ggf. mit Spezialisierung als Neuropsychologen oder psychologische Psychotherapeuten
- Sozialarbeiter/Sozialpädagogen
- Sporttherapeuten

## Behandlungen in der medizinischen Rehabilitation
Entsprechend den oben aufgeführten Berufsgruppen ist das therapeutische Angebot von Rehaeinrichtungen meist vielseitig und auf die spezielle Rehabilitationsindikation des Patienten zugeschnitten. Es reicht von der ärztlichen Behandlung bis hin zu vielen weiteren Methoden u. a. der Krankengymnastik, der klassischen Massage, pflegerischen Behandlung, Diätberatung, Gruppen- und Einzelpsychotherapie, Prothesenversorgung und der Sozialberatung.
Leistungen der medizinischen Rehabilitation werden nach der Klassifizierung therapeutischer Leistungen kodiert.
Das zentrale Element im Rahmen einer jeden medizinischen Rehabilitationsmaßnahme ist zudem die sozialmedizinische Leistungsbeurteilung.
Da es im Verfahren der medizinischen Rehabilitation um eine Begutachtung der Arbeits- und Erwerbsunfähigkeit unter Berücksichtigung der aus allen körperlichen und psychischen Erkrankungen eines Patienten resultierenden Leistungseinschränkungen geht, erfolgt die Leistungsbeurteilung durch Ärzte unter Hinzuziehung anderer Berufsgruppen des Rehabilitationsteams.

## Qualitätssicherung
Einrichtungen der stationären medizinischen Rehabilitation müssen gemäß § 37 Abs. 3 SGB IX über ein zertifiziertes QMS verfügen, damit sie von Sozialleistungsträgern belegt werden dürfen. § 37 SGB IX sieht vor, dass die unterschiedlichen QM-Verfahren von der Bundesarbeitsgemeinschaft für Rehabilitation e. V. (BAR) akkreditiert sein müssen. Bereits seit 2000 wird in den Leistungsbereichen der medizinischen Rehabilitation eine Qualitätssicherung durchgeführt. Seit dem Jahr 2010 sind die personellen Mindestanforderungen für den Bereich der von der Rentenversicherung federführend belegten stationären Reha-Einrichtungen verbindlich festgelegt. Alle 1.600 ambulanten und stationären Rehabilitations- und Vorsorgeeinrichtungen in Deutschland nehmen seit dem Jahr 2012 an dem QS-Reha-Verfahren des BQS-Instituts teil, sofern sie nicht an einem gleichwertigen Qualitätsmanagement-Programm der Rentenversicherung teilnehmen. Das BQS-Institut für Qualität und Patientensicherheit wurde vom GKV-Spitzenverband beauftragt, eine unabhängige Prüfung der Qualität durchzuführen.
Durch das Klassifikationssystem ICF wird die Integration des kontextuellen Hintergrundes und der individuellen Einflussfaktoren des zu Rehabilitierenden als Wirkungsmerkmal auf die jeweilige Störung der Gesundheit in der angedachten Therapie und vorheriger Diagnose ermöglicht.